# Poběžovice u Holic
Poběžovice u Holic (do 29. února 1980 Poběžovice) jsou obec v okrese Pardubice v Pardubickém kraji. Žije zde 309 obyvatel.

## Historie
První písemná zmínka o obci pochází z roku 1494. První obyvatelé obce se zabývali pálením dřevěného uhlí. První číslování domů se datuje na rok 1770. V roce 1870 se tu zavedla i škola. V roce 1874 byl odkoupen dům, který se přestavěl na školní budovu. Ta sloužila k výuce do roku 1966. V této budově dnes sídlí obecní úřad, knihovna a obecní hostinec. V roce 1893 byl založen Sbor dobrovolných hasičů obce Poběžovice, který je aktivní do současnosti.

## Obyvatelstvo
| Rok            | 1869 | 1880 | 1890 | 1900 | 1910 | 1921 | 1930 | 1950 | 1961 | 1970 | 1980 | 1991 | 2001 | 2011 | 2021 |
| -------------- | ---- | ---- | ---- | ---- | ---- | ---- | ---- | ---- | ---- | ---- | ---- | ---- | ---- | ---- | ---- |
| Počet obyvatel | 394  | 386  | 387  | 432  | 429  | 401  | 386  | 280  | 278  | 242  | 200  | 176  | 194  | 215  | 280  |
| Počet domů     | 62   | 69   | 68   | 69   | 75   | 77   | 82   | 86   | 79   | 73   | 68   | 80   | 80   | 89   | 105  |

## Obecní správa

### Obecní symboly
Znak a vlajka byly obci uděleny rozhodnutím předsedy Poslanecké sněmovny Parlamentu České republiky dne 17. dubna 2009.

## Společenské, kulturní a sportovní akce
- Motokrosové závody v kotlině na Poběžovicích (30. září 1951 – 2014)– mistrovství světa a ČR pořádal Automotoklub Holice v AČR.
- Od roku 2018 se na pozměněnou motokrosovou trať vrátil motokros v podobě Mezinárodního Memoriálu Michaela Špačka pod záštitou GOLD FREN s.r.o., který se koná každoročně začátkem září.[9][10]
- Na motokrosové trati na Poběžovicích se každoročně v červnu koná překážkový běžecký závod Gladiator Race.

## Osobnosti
- Václav Jandečka (1820–1898), český pedagog, středoškolský profesor matematiky a autor díla Geometrie pro vyšší gymnázium[11]
- Josef Šejbl (1909–1982), velitel 311. československé bombardovací peruti RAF, major československého letectva (generálmajor in memoriam)